# Équipe d'Union soviétique de football au Championnat d'Europe 1972
L'équipe d'Union soviétique de football dispute sa 4e phase finale de championnat d'Europe en autant d'éditions. Le tournoi de 1972 se tient en Belgique du 14 juin 1972 au 18 juin 1972. 
L'URSS bat la Hongrie en demi-finale sur un score de un à zéro. Après 1960 et 1964, l'URSS atteint la finale pour la troisième fois en quatre éditions. Elle est sévèrement battue par l'Allemagne de l'Ouest 3-0.
À titre individuel, Revaz Dzodzouachvili, Mourtaz Khourtsilava et Evgueni Roudakov font partie de l'équipe-type du tournoi.

## Phase qualificative
La phase préliminaire comprend huit poules. Le premier de chaque groupe se qualifie pour les quarts de finale.

### Phase préliminaire
L'URSS se classe 1re du groupe 4.
| Rang | Équipe           | Pts | J | G | N | P | Bp | Bc | Diff |  | Résultats (▼ dom., ► ext.) |     |     |     |     |
| ---- | ---------------- | --- | - | - | - | - | -- | -- | ---- |  | -------------------------- | --- | --- | --- | --- |
| 1    | Union soviétique | 10  | 6 | 4 | 2 | 0 | 13 | 4  | +9   |  | Union soviétique           |     | 2-1 | 1-0 | 6-1 |
| 2    | Espagne          | 8   | 6 | 3 | 2 | 1 | 14 | 3  | +11  |  | Espagne                    | 0-0 |     | 3-0 | 7-0 |
| 3    | Irlande du Nord  | 6   | 6 | 2 | 2 | 2 | 10 | 6  | +4   |  | Irlande du Nord            | 1-1 | 1-1 |     | 5-0 |
| 4    | Chypre           | 0   | 6 | 0 | 0 | 6 | 2  | 26 | -24  |  | Chypre                     | 1-3 | 0-2 | 0-3 |     |

### Quart de finale
| Équipe 1    | Résultat | Équipe 2         | Aller | Retour |
| ----------- | -------- | ---------------- | ----- | ------ |
| Yougoslavie | 0 - 3    | Union soviétique | 0 - 0 | 0 - 3  |

## Phase finale

### Demi-finale
| Entraîneur : |
| A.Ponomarev  |

| Entraîneur : |
| R.Illovszky  |

| Entraîneur : |
| A.Ponomarev  |

| Entraîneur : |
| R.Illovszky  |

### Finale
| Titulaires : |  |
| |  |
| Sepp Maier Horst-Dieter Höttges Paul Breitner Hans-Georg Schwarzenbeck Franz Beckenbauer Herbert Wimmer Josef Heynckes Uli Hoeness Gerd Müller Günter Netzer Erwin Kremers |  |
| Entraîneur : |  |
| Helmut Schön |  |

| Titulaires : |  |
| |  |
| Evgueni Roudakov Yuri Istomin Mourtaz Khourtsilava Vladimir Kaplitchny Revaz Dzodzouachvili Vladimir Trochkine Anatoli Konkov Viktor Kolotov Anatoli Baïdatchny Anatoli Banichevski Vladimir Onichtchenko |  |
| Entraîneur : |  |
| Aleksandr Ponomarev |  |

| Titulaires : |  |
| |  |
| Sepp Maier Horst-Dieter Höttges Paul Breitner Hans-Georg Schwarzenbeck Franz Beckenbauer Herbert Wimmer Josef Heynckes Uli Hoeness Gerd Müller Günter Netzer Erwin Kremers |  |
| Entraîneur : |  |
| Helmut Schön |  |

| Titulaires : |  |
| |  |
| Evgueni Roudakov Yuri Istomin Mourtaz Khourtsilava Vladimir Kaplitchny Revaz Dzodzouachvili Vladimir Trochkine Anatoli Konkov Viktor Kolotov Anatoli Baïdatchny Anatoli Banichevski Vladimir Onichtchenko |  |
| Entraîneur : |  |
| Aleksandr Ponomarev |  |

## Effectif
Sélectionneur : Aleksandr Ponomarev
| No. | Pos.      | Joueur               | Date de naissance et âge | Sélec. | Club                 |
| --- | --------- | -------------------- | ------------------------ | ------ | -------------------- |
|     | Gardien   | Vladimir Pilguy      | 26 janvier 1948          | 1      | Dynamo Moscou        |
|     | Gardien   | Evgueni Roudakov     | 2 janvier 1942           | 23     | Dynamo Kiev          |
|     | Défenseur | Nikolaï Abramov      | 5 janvier 1950           | 2      | Spartak Moscou       |
|     | Défenseur | Revaz Dzodzouachvili | 10 avril 1945            | 28     | Dinamo Tbilissi      |
|     | Défenseur | Yuri Istomin         | 3 juillet 1944           | 26     | CSKA Moscou          |
|     | Défenseur | Vladimir Kaplichny   | 26 mai 1944              | 38     | CSKA Moscou          |
|     | Défenseur | Viktor Matvienko     | 9 novembre 1948          | 6      | Dynamo Kiev          |
|     | Défenseur | Vladimir Trochkine   | 28 septembre 1947        | 5      | Dynamo Kiev          |
|     | Milieu    | Anatoly Baidachny    | 1er octobre 1952         | 3      | Dynamo Moscou        |
|     | Milieu    | Oleg Dolmatov        | 29 novembre 1948         | 6      | Dynamo Moscou        |
|     | Milieu    | Mourtaz Khourtsilava | 5 janvier 1943           | 52     | Dinamo Tbilissi      |
|     | Milieu    | Viktor Kolotov       | 3 juillet 1949           | 14     | Dynamo Kiev          |
|     | Milieu    | Anatoli Konkov       | 19 septembre 1949        | 8      | Chakhtar Donetsk     |
|     | Milieu    | Vladimir Muntian     | 14 septembre 1946        | 29     | Dynamo Kiev          |
|     | Attaquant | Anatoli Banichevski  | 23 décembre 1946         | 48     | Neftchi Bakou        |
|     | Attaquant | Eduard Kozinkevich   | 23 mai 1949              | 5      | Karpaty Lviv         |
|     | Attaquant | Givi Nodia           | 2 janvier 1948           | 18     | Dinamo Tbilissi      |
|     | Attaquant | Vladimir Onischenko  | 28 octobre 1949          | 1      | Zarya Vorochilovgrad |

## Navigation